# Paul Boepple
Paul Boepple, né le 19 juillet 1896 à Bâle et mort le 21 décembre 1970 à Brattleboro, est un chef de chœur et pédagogue américain d'origine suisse.

## Biographie
Paul Boepple fait ses études musicales à l'Institut Jaques-Dalcroze à Genève et en adopte plus tard le système dans sa propre méthode de l'enseignement de la musique. De 1918 à 1926, il enseigne à l'Institut. Il émigre aux États-Unis en 1926 pour diriger l'Institut Jaques-Dalcroze à New York jusqu'en 1932. Il enseigne ensuite au Musical College de Chicago jusqu'en 1934, ainsi qu'à la Westminster Choir School de Princeton de 1935 à 1938. Il enseigne enfin au Collège de Bennington. Il donne en parallèle de nombreuses exécutions d'œuvres chorales modernes.